# Афинагор (Перес Гальвис)
Епи́скоп Афинаго́р (исп. Obispo Atenágoras в миру Саул Альфонсо Перес Гальвис исп. Saul Alfonso Pérez Galvis; род. 1968, Колумбия) — архиерей Константинопольской православной церкви, епископ Миринский (с 2020), викарий Мексиканской митрополии.
Является первым православным епископом-колумбийцем.

## Биография
Родился в 1968 году в Колумбии. Был крещён в православии в монастыре святого Дионисия Олимпского и обучался в церковном колледже в Килкисе (Εκκλησιαστικό Λύκειο Κιλκίς).
С 1999 по 2002 год обучался в Высшей духовной школе (Εκκλησιαστική Σχολή Θεσσαλονίκης) в Салониках, где его преподавателем был архимандрит Георгий (Хризостому) (ныне митрополит Китруский, Катеринский и Платамонский).
1 сентября 2020 года Священный синод Константинопольского патриархата утвердил его избрание для рукоположения в сан викарного епископа для Мексиканской митрополии.
25 октября 2020 года в Софийском кафедральном соборе в Мехико был хиротонисан в сан епископа Миринского, викария Мексиканской митрополии. Хиротонию совершили: митрополит Мексиканский Афинагор (Анастасиадис), митрополит Мексиканский Игнатий (Самаан) (Антиохийский патриархат) и епископ Филомилийский Илия (Катре).
Кроме родного испанского владеет также греческим языком.